# Févier d'Amérique
Gleditsia triacanthos
Espèce
Classification phylogénétique
Statut de conservation UICN

 LC  : Préoccupation mineure
Gleditsia triacanthos, le Févier d'Amérique, est une espèce de plantes à fleurs dicotylédones de la famille des Fabaceae (légumineuses), de la sous-famille des Caesalpinioideae, originaire de la région allant du centre-ouest et de l’est des États-Unis jusqu’au Mexique. 
C’est un arbre pouvant atteindre 40 m en Amérique mais seulement 25 m en Europe. Son tronc et ses branches sont garnies de fortes épines vulnérantes, ses feuilles sont pennées ou bipennées. Ses fruits sont de longues gousses brunâtres, pouvant atteindre 40 cm de long.
Le févier d’Amérique est utilisé comme arbre d’ornement.

## Noms vernaculaires
Févier d'Amérique, févier épineux, févier à trois épines, févier à trois pointes, carouge à miel, acacia à trois épines ou épine du Christ.

## Distribution
Selon POWO, l’aire de répartition naturelle de cette espèce s’étend du centre-ouest et de l’est des États-Unis jusqu’au Mexique (nord-ouest de Nuevo León, Tamaulipas). 
Le févier d’Amérique a été introduit dans les États du nord-ouest des États-Unis, en Argentine Nord-Est et du Nord-Ouest, en Uruguay, Mexique Sud-Ouest, en Europe (Espagne, Portugal, France, Italie, Allemagne, Hongrie, Roumanie), Russie d’Europe du Sud, en Asie centrale, Inde, Irak, Chine Sud-Est, Arabie Saoudite, Irak, Australie-Méridionale et Queensland, Zimbabwe, Provinces du Cap, autant de régions où il s’est naturalisé.

## Habitat

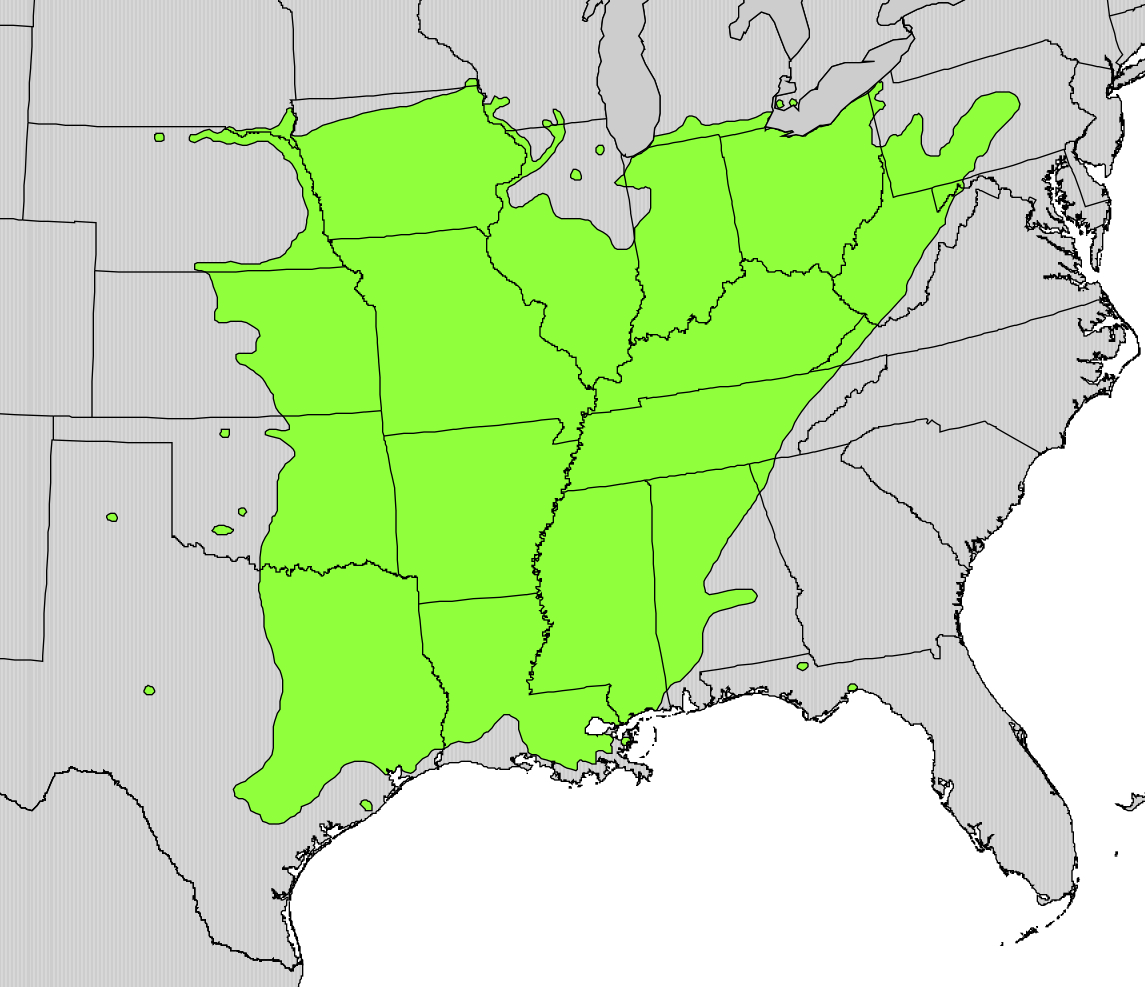
Aire de répartition originelle (plus restreinte que celle de POWO).

L'arbre pousse dans la partie est des États-Unis, dans une large part du bassin du Mississippi, depuis le Texas et la Louisiane au sud, jusqu'à l'Iowa, l'Indiana et l'Ohio au nord. À l'ouest, son aire d'extension s'arrête au Kansas et au Nebraska, tandis qu'à l'est, elle est arrêtée au pied des monts Appalaches. 
L'arbre a été introduit en Europe en 1700, date à laquelle il fut planté pour la première fois dans les jardins de Fulham Palace, maison de campagne des évêques de Londres, par l'évêque Henry Compton. Depuis, il est devenu courant dans les régions d'Europe occidentale, centrale et méridionale.
Il apprécie les terrains alluviaux riches et humides même s'il supporte les terrains calcaires plus secs. Il arrive qu'on le plante dans les zones dégagées en vue de couper la force du vent.

## Étymologie
Le nom de genre Gleditsia est dédié au botaniste allemand J.G. Gleditsch (1714-1786), bryologue, ptéridologue, professeur et directeur du Jardin botanique de Berlin, professeur de Carl Ludwig Willdenow.
L'épithète spécifique triacanthos est dérivé du grec τρεις, τρια - treis, tria, « trois », et άκανθα - akantha, « épine ».

## Synonymes
Selon POWO, Gleditsia triacanthos L. possède 41 synonymes dont 2 homotypiques
- Caesalpiniodes triacanthum (L.)     Kuntze dans Revis. Gen. Pl. 1 : 167 (1891)
- Gleditsia elegans Salisb. dans Prodr. Stirp.     Chap. Allerton : 323 (1796), nom. superfl.

## Description
Le févier à trois épines est un bel arbre au tronc droit qui peut atteindre 40 m de hauteur et 60–90 cm de diamètre dans son pays d’origine,. En Europe méridionale, l’arbre atteint 20 à 25 m de haut. Il peut vivre entre 120 et 150 ans. Sa cime irrégulière, étalée et ovale, porte un feuillage au couvert léger qui évoque celui du robinier faux-acacia, mais en plus fin et clair. C'est un arbre de grande taille, épineux, à feuilles caduques. L’écorce grisâtre, longtemps lisse, se gerçure avec l’âge.
Le tronc et les branches sont garnis de fortes épines vulnérantes, très acérées de type tripartite et d’un rouge brun. Celles du tronc comptent 3 pointes acérées ou même plus. Elles peuvent atteindre une trentaine de centimètres alors que celles des branches excèdent rarement 10 cm.  Il existe des variétés sans épine ou inerme - voir ci-dessous. Le bois du févier est dense (densité supérieure à 1 quand il est vert) pour une croissance assez rapide.
Les feuilles pennées sont longues de 10 à 15 cm, alors que les feuilles bipennées, sont longues de 20 à 30 cm, avec 2-6(-8) paires de pennes, avec chacun, une vingtaine de folioles de 1 à 2 cm. 
Polygame-dioïque, le févier a des fleurs mâles à 5 pétales d’un jaune verdâtre, insérées sur une hampe d’environ 12 cm. Les petites fleurs femelles sont réunies en racèmes axillaires.
L'espèce est très mellifère. La floraison a lieu en juin juillet en Europe.
Les fruits du févier d'Amérique sont de longues gousses brunâtres, aplaties, persistantes, droites ou courbées et tordues avec l'âge, à la pulpe sucrée et comestible. Ses gousses, portées par le pied femelle ou hermaphrodite, atteignent 20 à 40 cm de long sur 2-3(-4) cm de large et contiennent 10 graines ovoïdes-elliptiques, au plus ressemblant à des grains de café (7 à 10 mm).
Les graines sont dispersées par les herbivores (bétail et chevaux notamment) qui consomment les gousses et rejettent les graines intactes dans leurs déjections.

## Variétés
- ‘Inermis’ : variété dépourvue d'épines sur le tronc et les branches, contrairement au type.
- ‘Sunburst’ : variété dépourvue d'épines. Les pousses  et feuilles sont initialement jaune pâle puis vert clair, avant de prendre une teinte dorée à l'automne.
- ‘Skyline’ : variété dépourvue d'épines au port plus étoit et élancé que le type. Feuilles vert clair, teinte dorée à l'automne.
- ‘Shademaster’ : variété dépourvue d'épines au port pyramidal. Feuilles vert franc, teinte dorée à l'automne.

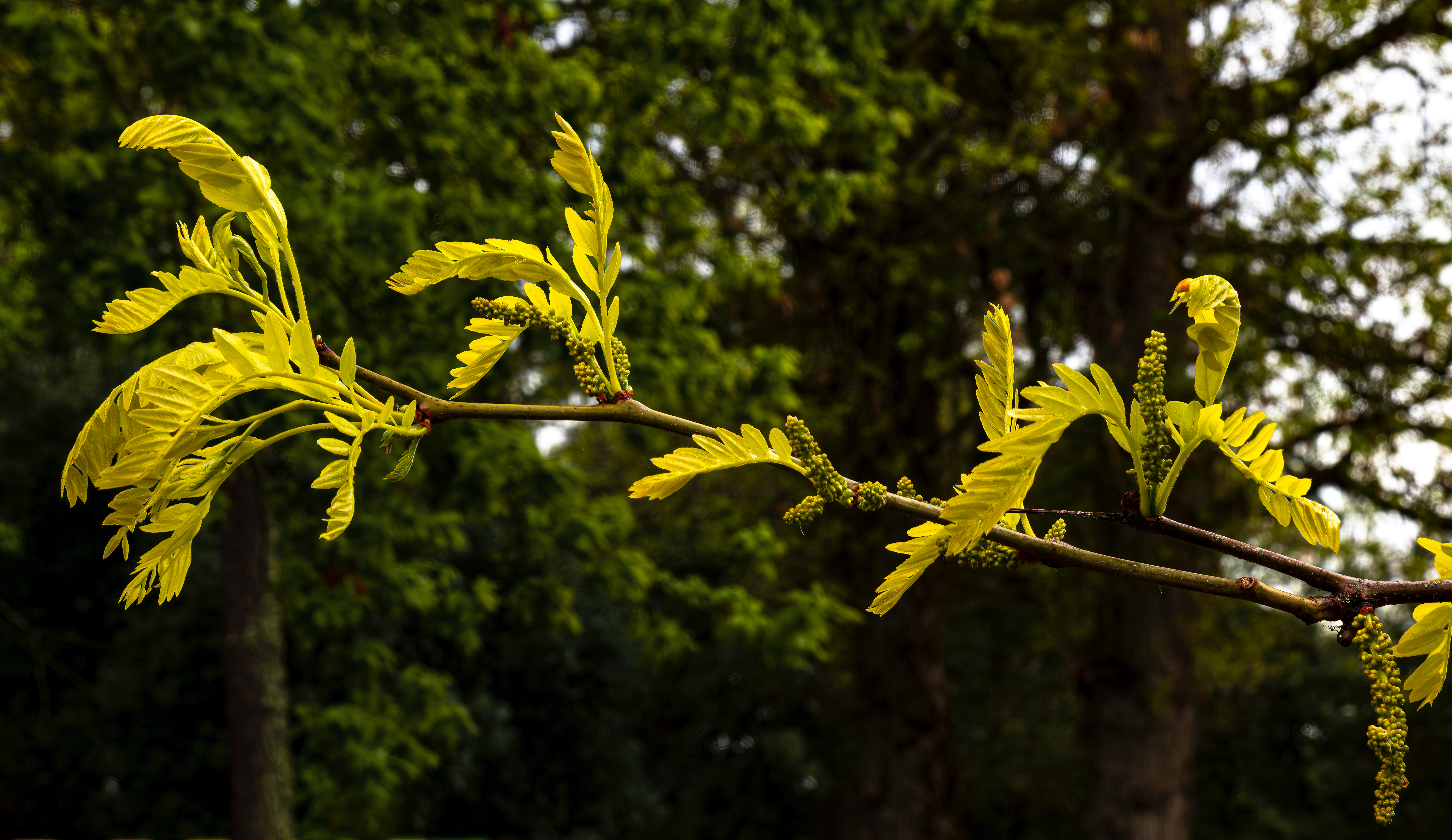
Gleditsia triacanthos  ‘Sunburst’ - Feuilles et inflorescences immatures

## Utilisation
Le févier d'Amérique est utilisé en Europe et en Amérique du Nord comme arbre d'ornement (essentiellement la variété ou le cultivar inermis, sans épine), notamment comme arbre d'alignement dans les villes. Il est apprécié pour son port majestueux, avec son tronc assez haut et régulier portant un houppier léger et clair composé d'un feuillage fin, avec des branches qui retombent en « drapé ». On utilise plus anecdotiquement la forme sauvage épineuse pour faire des haies infranchissables, en profitant de ses épines.
Cet arbre ne pousse pas en quantité suffisante pour alimenter une filière.                 
- Très durable, le bois est utilisé pour faire des poteaux et des traverses de chemin de fer.
- Les tourneurs sur bois apprécient ce bois dur et dense.
- Il existe un marché de niche de meubles en févier d'Amérique pour son bois dur brun-rouge.
- Il est utilisé comme bois de combustion en Afrique.
- Les gousses fraîches sont consommées par le bétail. On en extrait également des colorants utilisés dans l'industrie du textile. Dans la pharmacopée africaine (Afrique du Sud, Lesotho), la pulpe de fruit est employée pour traiter certaines maladies pulmonaires.[réf. nécessaire]
- Les graines torréfiées peuvent être utilisées pour faire un succédané de café.
- Le feuillage est un excellent fourrage, riche en protéine qui supporte très bien l'ensilage. Le févier est parfois planté comme plante fourragère, pour être fauché au bout d'un an (Afrique, Amérique du Sud, Australie).

## Composés actifs
On trouve dans la plante un alcaloïde nommé triacanthine. L'intérêt médical de cette substance a été ponctuellement étudié dans les années 1960-70 sans aboutir à une utilisation thérapeutique. En 2019, une nouvelle étude montre un effet in-vitro et sur un modèle souris dans le cadre du cancer de la vessie.
La plante comporte aussi des polyphénols, des triterpènes, des stérols et des saponines.